# Mihnea III
Mihnea III (rum. Mihnea al III-lea, także Mihail Radu; zm. 1660) – hospodar Wołoszczyzny, w latach 1658–1659, z dynastii Basarabów.

## Biografia
Był synem hospodara wołoskiego Radu IX Mihnei i ostatnim przedstawicielem dynastii Basarabów na tronie wołoskim. Wprowadzony na tron wołoski przez Imperium Osmańskie, po usunięciu przez Turków Konstantyna I Șerbana. Mimo tureckiego poparcia snuł plany wyzwolenia Wołoszczyzny spod ich dominacji, pragnął pójść w ślady Michała Walecznego - miał nawet zmienić swoje imię na 'Michał'. Wobec opozycji w stosunku do swoich planów ze strony bojarów (niewidzących szans w zmaganiach z potężnym sąsiadem) wymordował podstępnie ich przywódców w Târgoviște i zaczął szukać oparcia w innych warstwach społecznych (ofiarując m.in. chłopom prawo wykupu z poddaństwa). Zawarłszy sojusz z księciem siedmiogrodzkim Jerzym II Rakoczym, w 1659 wystąpił zbrojnie przeciwko Turcji - początkowo z powodzeniem (wygrał kilka bitew, zdobył Braiłę i Giurgiu, wysłał swoje oddziały nawet na południowy brzeg Dunaju). Jednak wkrótce musiał zacząć się cofać pod naporem tureckim, w Bukareszcie bojarzy zorganizowali spisek przeciwko niemu - w efekcie musiał uciekać do Siedmiogrodu (grudzień 1659), gdzie zmarł w następnym roku.